# Campeonato de Tercera División 1945 (Argentina)
El Campeonato de Tercera División 1945, conocido como Primera Amateur 1945 fue el torneo que constituyó la undécima temporada de la tercera división de argentina en la era profesional de la rama de los clubes directamente afiliados a la AFA y la tercera edición de la Primera Amateur bajo esa denominación. Fue disputado por 11 equipos.
Los nuevos participantes fueron Brown de Adrogué, Juventud de Bernal y Porteño, afiliados por AFA, y Colegiales, descendido de la Segunda División, mientras que los equipos que dejaron de participar de la categoría fueron el ascendido Barracas Central y el desafiliado Boulogne.
Se consagró campeón Argentino de Quilmes y obtuvo el ascenso. No hubo descendidos ya que no existía categoría inmediatamente inferior.

## Ascensos y descensos
| Desafiliados |
| ------------ |
| Boulogne     |

| Posición | Ascendidos a la Segunda División |
| -------- | -------------------------------- |
| 1.º      | Barracas Central                 |

| Nuevos afiliados   |
| ------------------ |
| Brown de Adrogué   |
| Juventud de Bernal |
| Porteño II         |

| Posición | Descendido de la Segunda División |
| -------- | --------------------------------- |
| 21.º     | Colegiales                        |

|  |

- De esta manera, el número de participantes aumentó a 11.

## Equipos
| Equipo               | Ciudad            |
| -------------------- | ----------------- |
| Argentino de Quilmes | Quilmes           |
| Brown de Adrogué     | Adrogué           |
| Central Argentino    | Villa Maipú       |
| Colegiales           | Villa Maipú       |
| Deportivo Huracán    | San Justo         |
| J. J. de Urquiza     | Caseros           |
| Juventud de Bernal   | Bernal            |
| Liniers Sud          | San Justo         |
| Porteño              | General Rodríguez |
| San Telmo            | Isla Maciel       |
| Sportivo Alsina      | Valentín Alsina   |

### Distribución geográfica de los equipos
| Región                        | Cant. | Equipos                                   |
| ----------------------------- | ----- | ----------------------------------------- |
| Partido de La Matanza         | 2     | Deportivo Huracán y Liniers Sud           |
| Partido de Quilmes            | 2     | Argentino de Quilmes y Juventud de Bernal |
| Ciudad de Buenos Aires        | 1     | Porteño                                   |
| Partido de Almirante Brown    | 1     | Brown de Adrogué                          |
| Partido de Avellaneda         | 1     | San Telmo                                 |
| Partido de General San Martín | 1     | Central Argentino                         |
| } Partido de Lanús            | 1     | Sportivo Alsina                           |
| Partido de Tres de Febrero    | 1     | J. J. de Urquiza                          |
| Partido de Vicente López      | 1     | Colegiales                                |

## Formato
Los 11 clubes se enfrentaron entre sí a dos ruedas por el sistema de todos contra todos. Al finalizar el torneo, el ganador se consagró campeón y obtuvo el único ascenso en disputa a la Segunda División. No hubo descensos ya que no había categoría inmediatamente inferior.

## Tabla de posiciones final
| Pos. | Equipo               | Pts. | PJ | PG | PE | PP | GF | GC | Dif. |
| ---- | -------------------- | ---- | -- | -- | -- | -- | -- | -- | ---- |
| 1.º  | Argentino de Quilmes | 37   | 20 | 17 | 3  | 0  | 89 | 28 | 61   |
| 2.º  | Colegiales           | 30   | 20 | 13 | 4  | 3  | 52 | 37 | 15   |
| 3.º  | San Telmo            | 28   | 20 | 13 | 2  | 5  | 56 | 28 | 28   |
| 4.º  | Central Argentino    | 24   | 20 | 10 | 4  | 6  | 49 | 34 | 15   |
| 5.º  | Brown de Adrogué     | 24   | 20 | 9  | 6  | 5  | 42 | 35 | 7    |
| 6.º  | Juventud de Bernal   | 23   | 20 | 10 | 3  | 7  | 62 | 44 | 18   |
| 7.º  | J. J. de Urquiza     | 19   | 20 | 9  | 1  | 10 | 52 | 47 | 5    |
| 8.º  | Sportivo Alsina      | 12   | 20 | 5  | 2  | 13 | 52 | 55 | −3   |
| 9.º  | Liniers Sud          | 11   | 20 | 3  | 5  | 12 | 32 | 70 | −38  |
| 10.º | Huracán de San Justo | 8    | 20 | 3  | 2  | 15 | 36 | 83 | −47  |
| 11.º | Porteño (GR)         | 4    | 20 | 0  | 4  | 16 | 30 | 89 | −59  |

|  | Se consagró campeón y ascendió a la Segunda División. |